# Смакова Асія Вафірівна
Смакова Асія Вафірівна, до шлюбу Габбесова (башк. Смаҡова Асия Вәфир ҡыҙы; 28 серпня 1947, с. Латиповка Стерлітамацького району Башкирської АРСР) — башкирська співачка,  народна артистка Республіки Башкортостан (2010).

## Біографія
Асія Габбесова народилася 28 серпня 1947 року в селі Латиповка Стерлітамацького району Башкирської АРСР.
У 1970 році закінчила Уфимське училище мистецтв (клас А.Л. Легкоти), у 1975 році — Уфимський державний університет мистецтв (клас М.А. Букатової).
З 1969 року працює солісткою Башкирської хорової капели.
З 1982 року — естрадна солістка. Одночасно з 1996 року педагогиня-репетиторка з вокалу Башкирської філармонії.
У 1998—2010 роках працювала солісткою-вокалісткою театру-студії «Айдар» А.Г. Галімова.
Учасниця днів літератури та мистецтва Башкирської АРСР в Каракалпакстані (1976), Якутії (1978) і Татарскій АРСР (1989), Днів культури Башкирської АРСР в Чуваській АРСР (1981), Днів Республіки Башкортостан у Москві (1997). Гастролювала по Росії.

## Почесні звання та інші відзнаки
- Народний артист Республіки Башкортостан (2010).
- Заслужений артист Республіки Башкортостан (1995).